# أعمال تربة

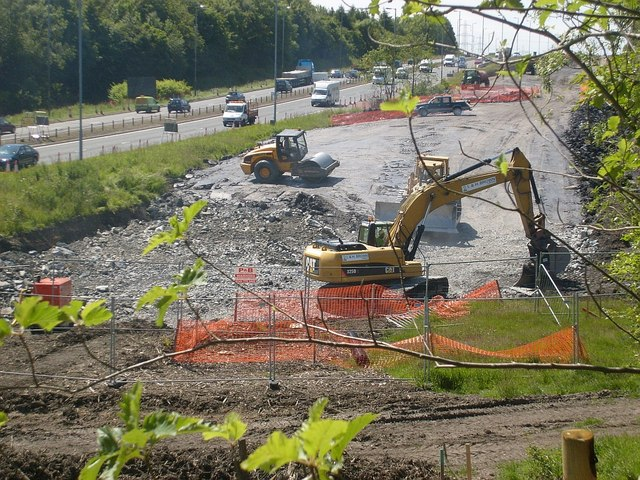

أعمال التربة أو الأعمال الترابية في الهندسة المدنية من مراحل تشييد المباني أو البنية التحتية، مثلا السدود و الطرق. تتضمن أعمال الحفر وإحلال التربة، وأعمال قطع الصخور وتفجيرها، وأعمال الردم. وتستعمل في ذلك معدات ثقيلة وآلات من حفارات، وجرافات ، وضاغطات، ورافعات شوكية، وشاحنات، ومقطورات، ورافعات برجية، وضواغط الهواء، وآلات الحفر.